# Iko Uwais
Iko Uwais (Jakarta, 1983. február 12. –) indonéz színész, kaszkadőr, harc koreográfus és harcművész.

## Fiatalkora és családja
Uwais az indonéziai Jakartában született, Maisyaroh és Mustapha Kamaluddin fiaként. Nagyapja, H. Achmad Bunawar Pencak Silat mester volt, aki egy silat iskolát alapított.

## Pályafutása
Leginkább a Merantau (2009), A rajtaütés (2011), A rajtaütés 2. (2014), a 22 mérföld (2018), Az éjszaka eljön értünk (2018) és az Übergáz (2019) című filmekből ismert.
2019-ben a Wu Wei: Az öt elem küzdelme című Netflix-sorozatban  játszott.

## Magánélete
2012. június 25-én feleségül vette Audy Item énekesnőt a jakartai Hotel Gran Mahakamban. A párnak két lánya van, Atreya Syahla Putri Uwais és Aneska Layla Putri Uwais.

## Filmográfia

### Film
| Év   | Magyar cím                          | Eredeti cím                  | Szerep         | Magyar hang    | Rendező           | Megjegyzések                 |
| ---- | ----------------------------------- | ---------------------------- | -------------- | -------------- | ----------------- | ---------------------------- |
| 2009 |                                     | Merantau (Wander)            | Yuda           |                | Gareth Evans (1.) |                              |
| 2011 | A rajtaütés                         | The Raid                     | Rama           | Fehér Tibor    | Gareth Evans (2.) | akciójelenetek koreográfusa  |
| 2013 | A tai chi harcosa                   | Man of Tai Chi               | Gilang Sanjaya | Oroszi Tamás   | Keanu Reeves      |                              |
| 2014 | A rajtaütés 2.                      | The Raid 2                   | Rama/Yuda      | Fehér Tibor    | Gareth Evans (3.) | harci jelenetek koreográfusa |
| 2015 | Star Wars VII. rész – Az ébredő Erő | Star Wars: The Force Awakens | Razoo Qin-Fee  | nem szólal meg | J. J. Abrams      |                              |
| 2016 |                                     | Headshot                     | Ishmael/Abdi   |                | The Mo Brothers   |                              |
| 2017 |                                     | Beyond Skyline               | Sua            |                | Liam O'Donnell    | harci jelenetek koreográfusa |
| 2018 | 22 mérföld                          | Mile 22                      | Li Noor        | Papp Dániel    | Peter Berg        | harci jelenetek koreográfusa |
| 2018 | Az éjszaka eljön értünk             | The Night Comes for Us       | Arian          |                | Timo Tjahjanto    | harci jelenetek koordinátora |
| 2019 | Übergáz                             | Stuber                       | Oka Tedjo      | Csiby Gergely  | Michael Dowse     | harci jelenetek koreográfusa |
| 2019 | Véres hármas                        | Triple Threat                | Jaka           | Baráth István  | Jesse V. Johnson  |                              |
| 2021 | Kígyószem: G.I. Joe – A kezdetek    | Snake Eyes                   | Kemény mester  | Hám Bertalan   | Robert Schwentke  |                              |
| 2022 | Egy ökölnyi bosszú                  | Fistful of Vengeance         | Kai Jin        | Varga Gábor    | Roel Reiné        |                              |
| 2023 | Feláldozh4tók                       | Expend4bles                  | Suarto Rahmat  | Varga Gábor    | Scott Waugh       |                              |
| 2025 |                                     | Ash                          | Adhi           |                | Flying Lotus      |                              |

### Televízió
| Év   | Magyar cím                  | Eredeti cím  | Szerep  | Megjegyzések                                                                       |
| ---- | --------------------------- | ------------ | ------- | ---------------------------------------------------------------------------------- |
| 2019 | Wu Wei: Az öt elem küzdelme | Wu Assassins | Kai Jin | - főszereplő - producer és vezető harci koreográfus - magyar hangja: - Varga Gábor |

## Fordítás
- Ez a szócikk részben vagy egészben  az   Iko Uwais című angol Wikipédia-szócikk ezen változatának fordításán alapul.  Az eredeti cikk szerkesztőit annak laptörténete sorolja fel. Ez a jelzés csupán a megfogalmazás eredetét és a szerzői jogokat jelzi, nem szolgál a cikkben szereplő információk forrásmegjelöléseként.